# Max Martin (Musiker)/Diskografie
Diese Diskografie ist eine Übersicht über die musikalischen Werke des schwedischen Musikproduzenten Max Martin. Den Schallplattenauszeichnungen zufolge hat er bisher mehr als 435,1 Millionen Tonträger verkauft. Seine erfolgreichste Veröffentlichung ist die Single Roar von Katy Perry, bei welcher er sowohl als Autor als auch als Produzent mitwirkte, mit mehr als 15,9 Millionen verkauften Einheiten. In Deutschland konnten sich seine Veröffentlichungen über 18,6 Millionen Mal verkaufen, womit er zu den Musikern mit den meisten durch den BVMI zertifizierten Tonträgerverkäufen zählt.
In Deutschland verkaufte sich seine Autorenbeteiligung und Produktion zu Blinding Lights (The Weeknd) mit über 1,2 Millionen Einheiten am besten, diese zählt damit zu den meistverkauften Singles des Landes. Darüber hinaus landete er mit Can’t Stop the Feeling! (Justin Timberlake) und Love Me like You Do (Ellie Goulding) zwei weitere Millionenseller, die zu den meistverkauften Singles des Landes der 2010er-Jahre zählen. Er ist einer der wenigen Autoren und Musikproduzenten, der drei Millionenseller landen konnte, lediglich Lotar Olias und Ed Sheeran landeten mehr.

## Autorenbeteiligungen und Produktionen

### Chartplatzierungen
| Jahr | Titel Interpretation                                          | Höchstplatzierung, Gesamtwochen, AuszeichnungChartplatzierungen (Jahr, Titel, Interpretation, Platzierungen, Wochen, Auszeichnungen, Anmerkungen) | Höchstplatzierung, Gesamtwochen, AuszeichnungChartplatzierungen (Jahr, Titel, Interpretation, Platzierungen, Wochen, Auszeichnungen, Anmerkungen) | Höchstplatzierung, Gesamtwochen, AuszeichnungChartplatzierungen (Jahr, Titel, Interpretation, Platzierungen, Wochen, Auszeichnungen, Anmerkungen) | Höchstplatzierung, Gesamtwochen, AuszeichnungChartplatzierungen (Jahr, Titel, Interpretation, Platzierungen, Wochen, Auszeichnungen, Anmerkungen) | Höchstplatzierung, Gesamtwochen, AuszeichnungChartplatzierungen (Jahr, Titel, Interpretation, Platzierungen, Wochen, Auszeichnungen, Anmerkungen) | Höchstplatzierung, Gesamtwochen, AuszeichnungChartplatzierungen (Jahr, Titel, Interpretation, Platzierungen, Wochen, Auszeichnungen, Anmerkungen) | Anmerkungen                                                    |
| Jahr | Titel Interpretation                                          | DE | AT | CH | UK | US | SE | Anmerkungen                                                    |
| --- | ------------------------------------------------------------- | --- | --- | --- | --- | --- | --- | -------------------------------------------------------------- |
| 1994 | This Is the Way E-Type                                        | — | — | — | UK53 (2 Wo.)UK | — | SE1 Gold · (21 Wo.)SE | Erstveröffentlichung: 1994 Verkäufe: + 25.000                  |
| 1995 | Do You Always (Have to Be Alone)? E-Type                      | — | — | — | — | — | SE13 (9 Wo.)SE | Erstveröffentlichung: Februar 1995                             |
| 1995 | Right Type of Mood Herbie                                     | DE31 (10 Wo.)DE | — | — | — | — | SE3 (11 Wo.)SE | Erstveröffentlichung: 6. März 1995                             |
| 1995 | Wish You Were Here Rednex                                     | DE1 Platin · (29 Wo.)DE | AT1 Gold · (27 Wo.)AT | CH1 Gold · (30 Wo.)CH | — | — | SE3 (22 Wo.)SE | Erstveröffentlichung: 10. April 1995 Verkäufe: + 570.000       |
| 1995 | I Believe Herbie                                              | DE52 (5 Wo.)DE | — | — | — | — | SE14 (11 Wo.)SE | Erstveröffentlichung: Juni 1995                                |
| 1995 | We’ve Got It Goin’ On Backstreet Boys                         | DE4 Gold · (29 Wo.)DE | AT3 Gold · (16 Wo.)AT | CH3 (26 Wo.)CH | UK3 (10 Wo.)UK | US69 (20 Wo.)US | SE14 (24 Wo.)SE | Erstveröffentlichung: 5. September 1995 Verkäufe: + 300.000    |
| 1995 | Russian Lullaby E-Type                                        | — | — | — | — | — | SE35 (6 Wo.)SE | Erstveröffentlichung: September 1995                           |
| 1995 | Lucky Love Ace of Base                                        | DE13 (19 Wo.)DE | AT14 (12 Wo.)AT | CH19 (17 Wo.)CH | UK20 (8 Wo.)UK | US30 (17 Wo.)US | SE1 (14 Wo.)SE | Erstveröffentlichung: 9. Oktober 1995                          |
| 1995 | Electric Leila K.                                             | DE61 (5 Wo.)DE | — | — | — | — | SE8 (14 Wo.)SE | Erstveröffentlichung: Oktober 1995                             |
| 1995 | Beautiful Life Ace of Base                                    | DE20 (17 Wo.)DE | AT24 (8 Wo.)AT | CH33 (7 Wo.)CH | UK15 (6 Wo.)UK | US15 (20 Wo.)US | SE22 (11 Wo.)SE | Erstveröffentlichung: 7. November 1995                         |
| 1996 | Never Gonna Say I’m Sorry Ace of Base                         | DE44 (11 Wo.)DE | AT38 (2 Wo.)AT | — | — | — | SE24 (7 Wo.)SE | Erstveröffentlichung: 11. März 1996                            |
| 1996 | Rude Boy Leila K.                                             | — | — | — | — | — | SE29 (12 Wo.)SE | Erstveröffentlichung: Juli 1996                                |
| 1996 | Free Like a Flying Demon E-Type                               | — | — | — | — | — | SE1 Gold · (30 Wo.)SE | Erstveröffentlichung: August 1996 Verkäufe: + 15.000           |
| 1996 | I Want You Back *NSYNC                                        | DE10 Gold · (20 Wo.)DE | AT11 (13 Wo.)AT | CH5 (21 Wo.)CH | UK5 Silber · (13 Wo.)UK | US13 Gold · (24 Wo.)US | SE14 (9 Wo.)SE | Erstveröffentlichung: 7. Oktober 1996 Verkäufe: + 985.000      |
| 1996 | Quit Playing Games (with My Heart) Backstreet Boys            | DE1 Platin · (21 Wo.)DE | AT1 Gold · (16 Wo.)AT | CH1 (27 Wo.)CH | UK2 Silber · (10 Wo.)UK | US2 Platin · (43 Wo.)US | SE15 (18 Wo.)SE | Erstveröffentlichung: 14. Oktober 1996 Verkäufe: + 1.760.000   |
| 1996 | I Need You 3T                                                 | DE22 (18 Wo.)DE | — | CH9 (19 Wo.)CH | UK3 Silber · (10 Wo.)UK | — | SE42 (3 Wo.)SE | Erstveröffentlichung: 26. November 1996 Verkäufe: + 485.000    |
| 1997 | Tearin’ Up My Heart *NSYNC                                    | DE4 (17 Wo.)DE | AT4 (12 Wo.)AT | CH6 (16 Wo.)CH | UK9 Silber · (12 Wo.)UK | US59 (1 Wo.)US | — | Erstveröffentlichung: 10. Februar 1997 Verkäufe: + 200.000     |
| 1997 | Gotta Be You 3T feat. Herbie                                  | DE84 (4 Wo.)DE | — | — | UK10 (5 Wo.)UK | — | — | Erstveröffentlichung: 27. Februar 1997                         |
| 1997 | Do You Know (What It Takes) Robyn                             | — | — | — | UK26 (3 Wo.)UK | US7 Gold · (28 Wo.)US | SE10 (11 Wo.)SE | Erstveröffentlichung: 9. Mai 1997 Verkäufe: + 500.000          |
| 1997 | Everybody (Backstreet’s Back) Backstreet Boys                 | DE2 Gold · (17 Wo.)DE | AT2 (12 Wo.)AT | CH2 (23 Wo.)CH | UK3 ×2Doppelplatin · (11 Wo.)UK | US4 Platin · (22 Wo.)US | SE4 (13 Wo.)SE | Erstveröffentlichung: 30. Juni 1997 Verkäufe: + 2.965.000      |
| 1997 | As Long as You Love Me Backstreet Boys                        | DE3 Platin · (21 Wo.)DE | AT2 (16 Wo.)AT | CH4 (24 Wo.)CH | UK3 Platin · (20 Wo.)UK | — | SE4 (23 Wo.)SE | Erstveröffentlichung: 29. September 1997 Verkäufe: + 1.430.000 |
| 1997 | Show Me Love Robyn                                            | DE70 (9 Wo.)DE | — | — | UK8 (6 Wo.)UK | US7 Gold · (23 Wo.)US | SE14 (19 Wo.)SE | Erstveröffentlichung: 24. Oktober 1997 Verkäufe: + 500.000     |
| 1997 | I’ll Be There for You Solid HarmoniE                          | — | — | — | UK18 (3 Wo.)UK | — | SE9 Gold · (23 Wo.)SE | Erstveröffentlichung: Oktober 1997 Verkäufe: + 15.000          |
| 1997 | Slam Dunk (Da Funk) Five                                      | DE77 (8 Wo.)DE | — | — | UK10 Silber · (13 Wo.)UK | US86 (2 Wo.)US | SE28 (15 Wo.)SE | Erstveröffentlichung: 1. Dezember 1997 Verkäufe: + 225.000     |
| 1998 | I Want You to Want Me Solid HarmoniE                          | DE64 (9 Wo.)DE | — | CH39 (2 Wo.)CH | UK16 (5 Wo.)UK | — | SE10 (15 Wo.)SE | Erstveröffentlichung: 9. März 1998                             |
| 1998 | I Wanna Love You Solid HarmoniE                               | DE93 (3 Wo.)DE | — | — | UK20 (4 Wo.)UK | — | SE39 (7 Wo.)SE | Erstveröffentlichung: 19. Juni 1998                            |
| 1998 | Angels Crying E-Type                                          | — | — | — | — | — | SE2 (18 Wo.)SE | Erstveröffentlichung: Juni 1998 Verkäufe: + 20.000             |
| 1998 | Tell Me What You Like Jessica                                 | DE97 (1 Wo.)DE | — | — | — | — | SE10 (22 Wo.)SE | Erstveröffentlichung: August 1998 Verkäufe: + 250.000          |
| 1998 | … Baby One More Time Britney Spears                           | DE1 ×3Dreifachgold · (22 Wo.)DE | AT1 Platin · (21 Wo.)AT | CH1 Platin · (26 Wo.)CH | UK1 ×3Dreifachplatin · (23 Wo.)UK | US1 Platin · (32 Wo.)US | SE1 (22 Wo.)SE | Erstveröffentlichung: 23. Oktober 1998 Verkäufe: + 10.000.000  |
| 1998 | It's the Things You Do Five                                   | — | — | — | — | US53 (10 Wo.)US | — | Erstveröffentlichung: 27. Oktober 1998                         |
| 1998 | Until the Time Is Through Five                                | — | — | — | UK2 Silber · (16 Wo.)UK | — | SE11 (14 Wo.)SE | Erstveröffentlichung: 16. November 1998 Verkäufe: + 200.000    |
| 1998 | To Love Once Again Solid HarmoniE                             | — | — | — | UK55 (2 Wo.)UK | — | — | Erstveröffentlichung: November 1998                            |
| 1998 | Here I Go Again E-Type                                        | — | — | — | — | — | SE1 (16 Wo.)SE | Erstveröffentlichung: November 1998 Verkäufe: + 20.000         |
| 1998 | How Will I Know (Who You Are) Jessica                         | DE24 (21 Wo.)DE | AT4 (15 Wo.)AT | CH17 (12 Wo.)CH | UK47 (2 Wo.)UK | — | SE7 Gold · (21 Wo.)SE | Erstveröffentlichung: November 1998 Verkäufe: + 15.000         |
| 1999 | Princess of Egypt E-Type                                      | — | — | — | — | — | SE9 (11 Wo.)SE | Erstveröffentlichung: Februar 1999                             |
| 1999 | I Want It That Way Backstreet Boys                            | DE1 ×3Dreifachgold · (17 Wo.)DE | AT1 Gold · (13 Wo.)AT | CH1 Gold · (18 Wo.)CH | UK1 ×2Doppelplatin · (14 Wo.)UK | US6 ×3Dreifachplatin · (31 Wo.)US | SE2 ×2Doppelplatin · (22 Wo.)SE | Erstveröffentlichung: 12. April 1999 Verkäufe: + 6.181.000     |
| 1999 | Cloud #9 Bryan Adams                                          | DE33 (10 Wo.)DE | AT13 (10 Wo.)AT | CH26 (16 Wo.)CH | UK6 (11 Wo.)UK | — | SE43 (7 Wo.)SE | Erstveröffentlichung: Mai 1999                                 |
| 1999 | (You Drive Me) Crazy Britney Spears                           | DE4 Gold · (17 Wo.)DE | AT10 (17 Wo.)AT | CH4 (24 Wo.)CH | UK5 Gold · (11 Wo.)UK | US20 (10 Wo.)US | SE2 (13 Wo.)SE | Erstveröffentlichung: 23. August 1999 Verkäufe: + 1.027.500    |
| 1999 | Larger Than Life Backstreet Boys                              | DE5 (13 Wo.)DE | AT15 (12 Wo.)AT | CH10 (19 Wo.)CH | UK5 Silber · (14 Wo.)UK | US25 (19 Wo.)US | SE4 Gold · (16 Wo.)SE | Erstveröffentlichung: 3. September 1999 Verkäufe: + 292.500    |
| 1999 | For All That You Want Gary Barlow                             | DE94 (3 Wo.)DE | — | — | UK24 (2 Wo.)UK | — | — | Erstveröffentlichung: 27. September 1999                       |
| 1999 | That’s the Way It Is Céline Dion                              | DE8 Gold · (17 Wo.)DE | AT8 (15 Wo.)AT | CH5 (23 Wo.)CH | UK12 Silber · (13 Wo.)UK | US6 (28 Wo.)US | SE2 Platin · (19 Wo.)SE | Erstveröffentlichung: 1. November 1999 Verkäufe: + 790.000     |
| 1999 | Show Me the Meaning of Being Lonely Backstreet Boys           | DE3 Gold · (12 Wo.)DE | AT8 (11 Wo.)AT | CH2 (16 Wo.)CH | UK3 Silber · (18 Wo.)UK | US6 (24 Wo.)US | SE2 Platin · (13 Wo.)SE | Erstveröffentlichung: 21. Dezember 1999 Verkäufe: + 555.000    |
| 2000 | Oops!… I Did It Again Britney Spears                          | DE2 Gold · (18 Wo.)DE | AT1 Gold · (18 Wo.)AT | CH1 Gold · (28 Wo.)CH | UK1 Platin · (14 Wo.)UK | US9 (20 Wo.)US | SE1 ×2Doppelplatin · (21 Wo.)SE | Erstveröffentlichung: 27. März 2000 Verkäufe: + 5.000.000      |
| 2000 | It’s My Life Bon Jovi                                         | DE2 Platin · (32 Wo.)DE | AT1 Platin · (34 Wo.)AT | CH1 Platin · (33 Wo.)CH | UK3 Platin · (17 Wo.)UK | US33 ×2Doppelplatin · (20 Wo.)US | SE2 Platin · (22 Wo.)SE | Erstveröffentlichung: 2. Mai 2000 Verkäufe: + 3.920.000        |
| 2000 | The One Backstreet Boys                                       | DE15 (9 Wo.)DE | AT25 (6 Wo.)AT | CH19 (15 Wo.)CH | UK8 (9 Wo.)UK | US30 (15 Wo.)US | SE25 (11 Wo.)SE | Erstveröffentlichung: 16. Mai 2000                             |
| 2000 | It’s Gonna Be Me *NSYNC                                       | DE37 (9 Wo.)DE | AT40 (2 Wo.)AT | CH39 (12 Wo.)CH | UK9 Silber · (12 Wo.)UK | US1 Gold · (25 Wo.)US | SE6 Gold · (10 Wo.)SE | Erstveröffentlichung: 13. Juni 2000 Verkäufe: + 792.500        |
| 2000 | I’ll Never Stop *NSYNC                                        | DE23 (9 Wo.)DE | — | CH31 (13 Wo.)CH | UK13 (6 Wo.)UK | — | SE20 (10 Wo.)SE | Erstveröffentlichung: 26. Juni 2000                            |
| 2000 | Lucky Britney Spears                                          | DE1 Gold · (18 Wo.)DE | AT1 Gold · (16 Wo.)AT | CH1 (28 Wo.)CH | UK5 Silber · (11 Wo.)UK | US23 (11 Wo.)US | SE1 Platin · (18 Wo.)SE | Erstveröffentlichung: 8. August 2000 Verkäufe: + 615.000       |
| 2000 | Shape of My Heart Backstreet Boys                             | DE2 Gold · (13 Wo.)DE | AT4 (14 Wo.)AT | CH1 (21 Wo.)CH | UK4 Silber · (12 Wo.)UK | US9 (20 Wo.)US | SE1 Platin · (16 Wo.)SE | Erstveröffentlichung: 3. Oktober 2000 Verkäufe: + 675.500      |
| 2000 | Stronger Britney Spears                                       | DE4 Gold · (14 Wo.)DE | AT4 (17 Wo.)AT | CH6 (21 Wo.)CH | UK7 Silber · (12 Wo.)UK | US11 Gold · (15 Wo.)US | SE4 (15 Wo.)SE | Erstveröffentlichung: 13. November 2000 Verkäufe: + 1.242.500  |
| 2000 | Oops!… I Did It Again Slimboy                                 | — | — | CH73 (3 Wo.)CH | — | — | — | Erstveröffentlichung: Dezember 2000                            |
| 2001 | The Call Backstreet Boys                                      | DE17 (9 Wo.)DE | AT23 (8 Wo.)AT | CH30 (13 Wo.)CH | UK8 (7 Wo.)UK | US52 (6 Wo.)US | SE5 (17 Wo.)SE | Erstveröffentlichung: 6. Februar 2001 Verkäufe: + 8.000        |
| 2001 | When You’re Looking Like That Westlife                        | DE24 (14 Wo.)DE | — | CH47 (14 Wo.)CH | UK— SilberUK | — | SE9 Gold · (20 Wo.)SE | Erstveröffentlichung: 18. August 2001 Verkäufe: + 215.000      |
| 2001 | Bimbo Lambretta                                               | DE27 (18 Wo.)DE | AT18 (19 Wo.)AT | CH43 (10 Wo.)CH | — | — | SE2 Gold · (13 Wo.)SE | Erstveröffentlichung: 24. September 2001 Verkäufe: + 25.000    |
| 2001 | Life E-Type                                                   | — | — | — | — | — | SE1 Platin · (21 Wo.)SE | Erstveröffentlichung: November 2001 Verkäufe: + 35.000         |
| 2001 | Overprotected Britney Spears                                  | — | — | — | UK4 Silber · (12 Wo.)UK | US86 (5 Wo.)US | SE2 Gold · (18 Wo.)SE | Erstveröffentlichung: 18. Dezember 2001 Verkäufe: + 500.000    |
| 2001 | Creep Lambretta                                               | DE64 (5 Wo.)DE | AT45 (7 Wo.)AT | — | — | — | SE10 (14 Wo.)SE | Erstveröffentlichung: Dezember 2001                            |
| 2002 | I’m Not a Girl, Not Yet a Woman Britney Spears                | DE10 (15 Wo.)DE | AT3 (17 Wo.)AT | CH16 (21 Wo.)CH | UK2 Silber · (11 Wo.)UK | — | SE4 (13 Wo.)SE | Erstveröffentlichung: 5. Februar 2002 Verkäufe: + 285.000      |
| 2002 | Africa E-Type                                                 | — | — | — | — | — | SE5 (16 Wo.)SE | Erstveröffentlichung: März 2002                                |
| 2002 | Everyday Bon Jovi                                             | DE7 (8 Wo.)DE | AT9 (12 Wo.)AT | CH6 (10 Wo.)CH | UK5 (17 Wo.)UK | — | SE6 (8 Wo.)SE | Erstveröffentlichung: 17. August 2002 Verkäufe: + 35.000       |
| 2002 | I’m Stupid (Don’t Worry ’Bout Me) Prime STH                   | — | — | — | — | — | SE46 (3 Wo.)SE | Erstveröffentlichung: 19. August 2002                          |
| 2003 | I Got You Nick Carter                                         | DE57 (6 Wo.)DE | AT74 (2 Wo.)AT | CH91 (1 Wo.)CH | — | — | SE58 (1 Wo.)SE | Erstveröffentlichung: 13. Januar 2003                          |
| 2003 | It’s My Life 2003 Bon Jovi                                    | DE45 (9 Wo.)DE | AT17 (12 Wo.)AT | — | — | — | — | Erstveröffentlichung: 1. Dezember 2003                         |
| 2004 | Paradise E-Type feat. Na Na                                   | — | — | — | — | — | SE2 Gold · (17 Wo.)SE | Erstveröffentlichung: März 2004 Verkäufe: + 10.000             |
| 2004 | Olympia E-Type                                                | — | — | — | — | — | SE4 (19 Wo.)SE | Erstveröffentlichung: 14. Juni 2004                            |
| 2004 | Don’t Cry For Pain Ana Johnsson                               | DE39 (9 Wo.)DE | AT70 (2 Wo.)AT | CH83 (4 Wo.)CH | — | — | SE19 (13 Wo.)SE | Erstveröffentlichung: 25. Oktober 2004                         |
| 2004 | Since U Been Gone Kelly Clarkson                              | DE6 (19 Wo.)DE | AT3 (19 Wo.)AT | CH7 (21 Wo.)CH | UK5 ×2Doppelplatin · (41 Wo.)UK | US2 Platin (Single) + Gold (Ringtone) · (46 Wo.)US                                                                                                | SE16 (22 Wo.)SE | Erstveröffentlichung: 14. Dezember 2004 Verkäufe: + 2.875.000  |
| 2005 | Behind These Hazel Eyes Kelly Clarkson                        | DE16 (19 Wo.)DE | AT9 (20 Wo.)AT | CH20 (26 Wo.)CH | UK9 Silber · (17 Wo.)UK | US6 Platin · (34 Wo.)US | SE21 (12 Wo.)SE | Erstveröffentlichung: 1. März 2005 Verkäufe: + 1.300.000       |
| 2005 | 4ever The Veronicas                                           | DE29 (9 Wo.)DE | AT23 (13 Wo.)AT | CH26 (13 Wo.)CH | UK17 (4 Wo.)UK | US— GoldUS | — | Erstveröffentlichung: 15. August 2005 Verkäufe: + 570.000      |
| 2005 | Break You Marion Raven                                        | — | — | — | — | — | SE52 (2 Wo.)SE | Erstveröffentlichung: 23. August 2005                          |
| 2005 | Is It Love Twill                                              | — | — | — | — | — | SE41 (2 Wo.)SE | Erstveröffentlichung: August 2005                              |
| 2005 | Just Want You to Know Backstreet Boys                         | DE20 (11 Wo.)DE | AT22 (13 Wo.)AT | CH29 (12 Wo.)CH | UK8 (3 Wo.)UK | US70 (4 Wo.)US | SE28 (7 Wo.)SE | Erstveröffentlichung: 4. Oktober 2005                          |
| 2005 | I Still Backstreet Boys                                       | DE45 (9 Wo.)DE | AT47 (6 Wo.)AT | CH56 (10 Wo.)CH | — | — | SE35 (8 Wo.)SE | Erstveröffentlichung: 27. Dezember 2005                        |
| 2005 | Analogue (All I Want) A-ha                                    | DE39 (9 Wo.)DE | — | — | UK10 (5 Wo.)UK | — | — | Erstveröffentlichung: 30. Dezember 2005                        |
| 2006 | I Want It That Way (Es a mi manera) Hot Banditoz              | DE35 (7 Wo.)DE | AT41 (4 Wo.)AT | CH43 (3 Wo.)CH | — | — | — | Erstveröffentlichung: 3. Februar 2006                          |
| 2006 | Let U Go Ashley Parker Angel                                  | — | — | — | — | US12 Gold · (15 Wo.)US | — | Erstveröffentlichung: 28. Februar 2006 Verkäufe: + 500.000     |
| 2006 | Who Knew Pink                                                 | DE12 (25 Wo.)DE | AT11 (31 Wo.)AT | CH14 (46 Wo.)CH | UK5 Platin · (34 Wo.)UK | US9 Platin · (36 Wo.)US | SE42 (6 Wo.)SE | Erstveröffentlichung: 8. Mai 2006 Verkäufe: + 1.750.000        |
| 2006 | U + Ur Hand Pink                                              | DE4 Gold · (21 Wo.)DE | AT3 Gold · (23 Wo.)AT | CH5 (44 Wo.)CH | UK10 Gold · (20 Wo.)UK | US9 Platin · (33 Wo.)US | SE5 Platin · (20 Wo.)SE | Erstveröffentlichung: 28. August 2006 Verkäufe: + 1.739.000    |
| 2007 | True Believer E-Type                                          | — | — | — | — | — | SE1 Gold · (24 Wo.)SE | Erstveröffentlichung: 16. Mai 2007 Verkäufe: + 10.000          |
| 2007 | Do It All Stanfour                                            | DE46 (3 Wo.)DE | — | — | — | — | — | Erstveröffentlichung: 7. September 2007                        |
| 2007 | If That's OK with You Shayne Ward                             | — | — | — | UK2 (14 Wo.)UK | — | SE45 (2 Wo.)SE | Erstveröffentlichung: 24. September 2007                       |
| 2007 | Eurofighter E-Type                                            | — | — | — | — | — | SE17 (8 Wo.)SE | Erstveröffentlichung: Oktober 2007                             |
| 2008 | Feels Like Tonight Daughtry                                   | DE67 (9 Wo.)DE | AT72 (1 Wo.)AT | — | — | US24 Platin · (20 Wo.)US | — | Erstveröffentlichung: 8. Januar 2008 Verkäufe: + 1.000.000     |
| 2008 | Carry You Home James Blunt                                    | DE43 (9 Wo.)DE | AT50 (6 Wo.)AT | CH16 (37 Wo.)CH | UK20 Silber · (8 Wo.)UK | — | — | Erstveröffentlichung: 17. März 2008 Verkäufe: + 200.000        |
| 2008 | Show Me What I’m Looking For Carolina Liar                    | DE93 (1 Wo.)DE | — | — | UK31 (3 Wo.)UK | US67 Gold · (18 Wo.)US | — | Erstveröffentlichung: 23. März 2008 Verkäufe: + 500.000        |
| 2008 | I Kissed a Girl Katy Perry                                    | DE1 ×3Dreifachgold · (40 Wo.)DE | AT1 Platin · (34 Wo.)AT | CH1 Platin · (51 Wo.)CH | UK1 ×2Doppelplatin · (34 Wo.)UK | US1 ×6Sechsfachplatin · (23 Wo.)US | SE1 Platin · (32 Wo.)SE | Erstveröffentlichung: 28. April 2008 Verkäufe: + 9.280.072     |
| 2008 | I Don’t Care Apocalyptica feat. Adam Gontier                  | — | — | — | — | US78 (16 Wo.)US | — | Erstveröffentlichung: 30. Mai 2008 Verkäufe: + 40.000          |
| 2008 | So What Pink                                                  | DE1 Platin · (28 Wo.)DE | AT1 Gold · (32 Wo.)AT | CH1 Platin · (41 Wo.)CH | UK1 ×2Doppelplatin · (36 Wo.)UK | US1 (23 Wo.)US | SE2 Gold · (29 Wo.)SE | Erstveröffentlichung: 19. August 2008 Verkäufe: + 2.052.407    |
| 2008 | Hot n Cold Katy Perry                                         | DE1 ×3Dreifachgold · (41 Wo.)DE | AT1 Platin · (33 Wo.)AT | CH1 Platin · (62 Wo.)CH | UK4 ×2Doppelplatin · (41 Wo.)UK | US3 ×8Achtfachplatin · (39 Wo.)US | SE2 (29 Wo.)SE | Erstveröffentlichung: 9. September 2008 Verkäufe: + 10.949.579 |
| 2009 | I Will Be Leona Lewis                                         | — | — | — | — | US66 (6 Wo.)US | — | Erstveröffentlichung: 6. Januar 2009                           |
| 2009 | About You Now Miranda Cosgrove                                | — | — | — | — | US47 (4 Wo.)US | — | Erstveröffentlichung: 10. Januar 2009                          |
| 2009 | My Life Would Suck without You Kelly Clarkson                 | DE6 (20 Wo.)DE | AT6 (21 Wo.)AT | CH5 (25 Wo.)CH | UK1 Platin · (17 Wo.)UK | US1 (24 Wo.)US | SE2 (22 Wo.)SE | Erstveröffentlichung: 16. Januar 2009 Verkäufe: + 837.500      |
| 2009 | Please Don’t Leave Me Pink                                    | DE8 (25 Wo.)DE | AT5 Gold · (26 Wo.)AT | CH9 Gold · (30 Wo.)CH | UK12 Gold · (24 Wo.)UK | US17 (25 Wo.)US | SE16 (29 Wo.)SE | Erstveröffentlichung: 31. Januar 2009 Verkäufe: + 577.500      |
| 2009 | If U Seek Amy Britney Spears                                  | DE36 (8 Wo.)DE | AT34 (4 Wo.)AT | CH61 (4 Wo.)CH | UK20 Silber · (12 Wo.)UK | US19 (20 Wo.)US | SE13 (14 Wo.)SE | Erstveröffentlichung: 13. März 2009 Verkäufe: + 235.000        |
| 2009 | Hot n Cold The Baseballs                                      | DE68 (3 Wo.)DE | AT65 (1 Wo.)AT | CH52 (15 Wo.)CH | — | — | — | Erstveröffentlichung: 18. September 2009                       |
| 2009 | 3 Britney Spears                                              | DE18 (9 Wo.)DE | AT17 (11 Wo.)AT | CH8 (15 Wo.)CH | UK7 Silber · (12 Wo.)UK | US1 (20 Wo.)US | SE2 (18 Wo.)SE | Erstveröffentlichung: 2. Oktober 2009 Verkäufe: + 437.500      |
| 2009 | It’s My Life / Confessions Part II Glee Cast                  | — | — | — | UK14 (6 Wo.)UK | US30 (2 Wo.)US | — | Erstveröffentlichung: 7. Oktober 2009                          |
| 2009 | I Don’t Believe You Pink                                      | DE17 (15 Wo.)DE | AT15 (15 Wo.)AT | CH33 (9 Wo.)CH | UK62 (1 Wo.)UK | — | SE11 (17 Wo.)SE | Erstveröffentlichung: 19. Oktober 2009 Verkäufe: + 70.000      |
| 2009 | Whataya Want from Me Adam Lambert                             | DE5 Gold · (29 Wo.)DE | AT4 (21 Wo.)AT | CH6 Gold · (36 Wo.)CH | UK53 (5 Wo.)UK | US10 (30 Wo.)US | SE8 ×2Doppelplatin · (21 Wo.)SE | Erstveröffentlichung: 24. November 2009 Verkäufe: + 497.500    |
| 2009 | My Life Would Suck without You Glee Cast                      | — | — | — | UK53 (2 Wo.)UK | US51 (1 Wo.)US | — | Erstveröffentlichung: 7. Dezember 2009                         |
| 2010 | California Gurls Katy Perry feat. Snoop Dogg                  | DE3 Platin · (37 Wo.)DE | AT3 Platin · (21 Wo.)AT | CH4 Platin · (27 Wo.)CH | UK1 ×2Doppelplatin · (35 Wo.)UK | US1 ×8Achtfachplatin · (35 Wo.)US | SE8 Platin · (27 Wo.)SE | Erstveröffentlichung: 7. Mai 2010 Verkäufe: + 10.685.000       |
| 2010 | If I Had You Adam Lambert                                     | DE36 (6 Wo.)DE | AT50 (3 Wo.)AT | — | — | US30 (20 Wo.)US | — | Erstveröffentlichung: 11. Mai 2010 Verkäufe: + 140.000         |
| 2010 | DJ Got Us Fallin’ in Love Usher feat. Pitbull                 | DE5 Gold · (40 Wo.)DE | AT5 Gold · (27 Wo.)AT | CH4 Platin · (42 Wo.)CH | UK7 Platin · (31 Wo.)UK | US4 (34 Wo.)US | SE15 Gold · (28 Wo.)SE | Erstveröffentlichung: 20. Juni 2010 Verkäufe: + 1.615.000      |
| 2010 | Teenage Dream Katy Perry                                      | DE6 Gold · (25 Wo.)DE | AT2 Gold · (18 Wo.)AT | CH8 (21 Wo.)CH | UK2 Platin · (23 Wo.)UK | US1 ×7Siebenfachplatin · (33 Wo.)US | SE21 Gold · (18 Wo.)SE | Erstveröffentlichung: 23. Juli 2010 Verkäufe: + 8.520.000      |
| 2010 | Dynamite Taio Cruz                                            | DE3 Platin · (38 Wo.)DE | AT2 Platin · (31 Wo.)AT | CH3 (32 Wo.)CH | UK1 ×2Doppelplatin · (39 Wo.)UK | US2 ×8Achtfachplatin · (47 Wo.)US | SE9 Platin · (29 Wo.)SE | Erstveröffentlichung: 30. Juli 2010 Verkäufe: + 10.520.000     |
| 2010 | Stronger Glee Cast                                            | — | — | — | — | US53 (2 Wo.)US | — | Erstveröffentlichung: 28. September 2010                       |
| 2010 | Raise Your Glass Pink                                         | DE5 Gold · (24 Wo.)DE | AT9 (15 Wo.)AT | CH9 Gold · (17 Wo.)CH | UK13 Platin · (30 Wo.)UK | US1 ×5Fünffachplatin · (30 Wo.)US | SE15 Gold · (20 Wo.)SE | Erstveröffentlichung: 6. Oktober 2010 Verkäufe: + 6.490.000    |
| 2010 | Move That Body Nelly feat. T-Pain & Akon                      | — | — | — | UK71 (4 Wo.)UK | US54 (1 Wo.)US | — | Erstveröffentlichung: 12. Oktober 2010                         |
| 2010 | Time Machine Robyn                                            | — | — | — | — | — | SE54 (1 Wo.)SE | Erstveröffentlichung: 22. November 2010                        |
| 2010 | Teenage Dream Glee Cast                                       | — | — | — | UK36 (3 Wo.)UK | US8 Gold · (3 Wo.)US | — | Erstveröffentlichung: 30. November 2010 Verkäufe: + 500.000    |
| 2010 | F**kin’ Perfect Pink                                          | DE7 (15 Wo.)DE | AT9 (12 Wo.)AT | CH15 (21 Wo.)CH | UK10 Platin · (20 Wo.)UK | US2 (30 Wo.)US | SE23 (11 Wo.)SE | Erstveröffentlichung: 14. Dezember 2010 Verkäufe: + 1.157.500  |
| 2011 | What the Hell Avril Lavigne                                   | DE21 (10 Wo.)DE | AT20 (10 Wo.)AT | CH18 (11 Wo.)CH | UK16 Gold · (13 Wo.)UK | US11 (20 Wo.)US | SE51 (3 Wo.)SE | Erstveröffentlichung: 10. Januar 2011 Verkäufe: + 1.085.000    |
| 2011 | Hold It Against Me Britney Spears                             | DE23 (6 Wo.)DE | AT16 (5 Wo.)AT | CH7 (13 Wo.)CH | UK6 Silber · (13 Wo.)UK | US1 (17 Wo.)US | SE9 ×2Doppelplatin · (15 Wo.)SE | Erstveröffentlichung: 11. Januar 2011 Verkäufe: + 387.500      |
| 2011 | Back 2 Life E-Type                                            | — | — | — | — | — | SE53 (1 Wo.)SE | Erstveröffentlichung: Januar 2011                              |
| 2011 | Blow Kesha                                                    | DE39 (4 Wo.)DE | AT22 (3 Wo.)AT | — | UK32 Silber · (9 Wo.)UK | US7 ×4Vierfachplatin · (26 Wo.)US | — | Erstveröffentlichung: 8. Februar 2011 Verkäufe: + 4.347.500    |
| 2011 | E.T. Katy Perry                                               | DE9 Gold · (22 Wo.)DE | AT7 Gold · (19 Wo.)AT | CH14 (15 Wo.)CH | UK3 Platin · (24 Wo.)UK | US1 ×8Achtfachplatin · (30 Wo.)US | SE12 (19 Wo.)SE | Erstveröffentlichung: 16. Februar 2011 Verkäufe: + 9.385.000   |
| 2011 | Till the World Ends Britney Spears                            | DE27 (13 Wo.)DE | AT43 (5 Wo.)AT | CH7 Gold · (25 Wo.)CH | UK21 Silber · (14 Wo.)UK | US3 (24 Wo.)US | SE4 ×3Dreifachplatin · (25 Wo.)SE | Erstveröffentlichung: 4. März 2011 Verkäufe: + 542.500         |
| 2011 | Loser Like Me Glee Cast                                       | — | — | — | UK27 (5 Wo.)UK | US6 Gold · (3 Wo.)US | — | Erstveröffentlichung: 15. März 2011 Verkäufe: + 500.000        |
| 2011 | Raise Your Glass Glee Cast                                    | — | — | — | UK61 (3 Wo.)UK | US36 (1 Wo.)US | — | Erstveröffentlichung: 22. März 2011                            |
| 2011 | Dancing Crazy Miranda Cosgrove                                | — | — | — | — | US100 (1 Wo.)US | — | Erstveröffentlichung: 2. April 2011                            |
| 2011 | Smile Avril Lavigne                                           | DE40 (4 Wo.)DE | AT37 (3 Wo.)AT | — | — | US68 Gold · (7 Wo.)US | — | Erstveröffentlichung: 11. April 2011 Verkäufe: + 570.000       |
| 2011 | Last Friday Night (T.G.I.F.) Katy Perry                       | DE15 Gold · (18 Wo.)DE | AT7 (15 Wo.)AT | CH20 Gold · (20 Wo.)CH | UK9 Platin · (23 Wo.)UK | US1 ×6Sechsfachplatin · (24 Wo.)US | SE33 (12 Wo.)SE | Erstveröffentlichung: 6. Juni 2011 Verkäufe: + 7.510.000       |
| 2011 | Light Up the World Glee Cast                                  | — | — | — | UK48 (2 Wo.)UK | US33 (1 Wo.)US | — | Erstveröffentlichung: 11. Juni 2011                            |
| 2011 | I Wanna Go Britney Spears                                     | DE32 (9 Wo.)DE | AT43 (7 Wo.)AT | CH27 (18 Wo.)CH | — | US7 (20 Wo.)US | SE30 Platin · (10 Wo.)SE | Erstveröffentlichung: 13. Juni 2011 Verkäufe: + 75.000         |
| 2011 | Wish You Were Here Avril Lavigne                              | — | — | — | — | US65 (7 Wo.)US | — | Erstveröffentlichung: 31. Juli 2011                            |
| 2011 | Domino Jessie J                                               | DE22 Gold · (23 Wo.)DE | AT26 (16 Wo.)AT | CH25 Gold · (15 Wo.)CH | UK1 ×2Doppelplatin · (40 Wo.)UK | US6 Platin · (29 Wo.)US | SE28 Platin · (15 Wo.)SE | Erstveröffentlichung: 29. August 2011 Verkäufe: + 2.637.500    |
| 2011 | Criminal Britney Spears                                       | — | — | CH33 (11 Wo.)CH | — | US55 (6 Wo.)US | SE36 (6 Wo.)SE | Erstveröffentlichung: 30. September 2011                       |
| 2011 | The One That Got Away Katy Perry                              | DE34 (18 Wo.)DE | AT19 (18 Wo.)AT | CH33 (15 Wo.)CH | UK18 Platin · (29 Wo.)UK | US3 ×4Vierfachplatin · (24 Wo.)US | — | Erstveröffentlichung: 4. Oktober 2011 Verkäufe: + 4.802.500    |
| 2011 | Last Friday Night (T.G.I.F.) Glee Cast                        | — | — | — | — | US72 (1 Wo.)US | — | Erstveröffentlichung: 1. November 2011                         |
| 2011 | With Ur Love Cher Lloyd feat. Mike Posner                     | — | — | — | UK4 Silber · (9 Wo.)UK | — | — | Erstveröffentlichung: 12. November 2011 Verkäufe: + 277.500    |
| 2012 | Part of Me Katy Perry                                         | DE20 (12 Wo.)DE | AT18 (13 Wo.)AT | CH33 (10 Wo.)CH | UK1 Gold · (20 Wo.)UK | US1 ×4Vierfachplatin · (22 Wo.)US | — | Erstveröffentlichung: 13. Februar 2012 Verkäufe: + 4.910.000   |
| 2012 | Scream Usher                                                  | DE17 Gold · (25 Wo.)DE | AT15 (20 Wo.)AT | CH18 (20 Wo.)CH | UK5 Gold · (21 Wo.)UK | US9 Platin · (21 Wo.)US | SE50 (3 Wo.)SE | Erstveröffentlichung: 27. April 2012 Verkäufe: + 1.937.500     |
| 2012 | Wide Awake Katy Perry                                         | DE39 (14 Wo.)DE | AT28 (15 Wo.)AT | CH21 (20 Wo.)CH | UK9 Platin · (20 Wo.)UK | US2 ×5Fünffachplatin · (26 Wo.)US | — | Erstveröffentlichung: 22. Mai 2012 Verkäufe: + 6.255.000       |
| 2012 | This Is Love will.i.am feat. Eva Simons                       | DE54 (8 Wo.)DE | AT15 (14 Wo.)AT | CH8 Gold · (19 Wo.)CH | UK1 Gold · (16 Wo.)UK | — | SE10 (24 Wo.)SE | Erstveröffentlichung: 1. Juni 2012 Verkäufe: + 600.000         |
| 2012 | One More Night Maroon 5                                       | DE17 Gold · (25 Wo.)DE | AT8 (17 Wo.)AT | CH11 Gold · (24 Wo.)CH | UK8 Platin · (28 Wo.)UK | US1 ×6Sechsfachplatin · (42 Wo.)US | SE5 ×2Doppelplatin · (28 Wo.)SE | Erstveröffentlichung: 19. Juni 2012 Verkäufe: + 7.840.000      |
| 2012 | We Are Never Ever Getting Back Together Taylor Swift          | DE21 Gold · (21 Wo.)DE | AT22 (14 Wo.)AT | CH21 (21 Wo.)CH | UK4 ×2Doppelplatin · (33 Wo.)UK | US1 ×6Sechsfachplatin · (24 Wo.)US | SE16 Platin · (22 Wo.)SE | Erstveröffentlichung: 13. August 2012 Verkäufe: + 8.855.000    |
| 2012 | Fast Car Taio Cruz                                            | DE39 (15 Wo.)DE | AT34 (6 Wo.)AT | — | — | — | — | Erstveröffentlichung: 14. August 2012                          |
| 2012 | Ronan Taylor Swift                                            | — | — | — | — | US16 Gold · (2 Wo.)US | — | Erstveröffentlichung: 8. September 2012 Verkäufe: + 500.000    |
| 2012 | Va Va Voom Nicki Minaj                                        | DE34 (14 Wo.)DE | AT53 (2 Wo.)AT | CH47 (4 Wo.)CH | UK20 Silber · (15 Wo.)UK | US22 (20 Wo.)US | — | Erstveröffentlichung: 12. September 2012 Verkäufe: + 270.000   |
| 2012 | Your Body Christina Aguilera                                  | DE29 (7 Wo.)DE | AT19 (5 Wo.)AT | CH22 (7 Wo.)CH | UK16 (3 Wo.)UK | US34 (9 Wo.)US | — | Erstveröffentlichung: 16. September 2012                       |
| 2012 | I Knew You Were Trouble Taylor Swift                          | DE9 Platin · (26 Wo.)DE | AT6 Gold · (25 Wo.)AT | CH8 Platin · (25 Wo.)CH | UK2 ×2Doppelplatin · (40 Wo.)UK | US2 ×7Siebenfachplatin · (36 Wo.)US | SE37 Gold · (7 Wo.)SE | Erstveröffentlichung: 9. Oktober 2012 Verkäufe: + 9.575.000    |
| 2012 | Beauty and a Beat Justin Bieber feat. Nicki Minaj             | DE53 (12 Wo.)DE | AT42 (7 Wo.)AT | CH46 (14 Wo.)CH | UK16 Platin · (24 Wo.)UK | US5 ×2Doppelplatin · (24 Wo.)US | SE23 (33 Wo.)SE | Erstveröffentlichung: 13. November 2012 Verkäufe: + 3.220.000  |
| 2012 | C’Mon Kesha                                                   | DE79 (1 Wo.)DE | AT64 (1 Wo.)AT | — | UK70 (5 Wo.)UK | US27 Platin · (16 Wo.)US | — | Erstveröffentlichung: 16. November 2012 Verkäufe: + 1.070.000  |
| 2012 | Daylight Maroon 5                                             | DE75 (7 Wo.)DE | AT35 (10 Wo.)AT | CH53 (10 Wo.)CH | UK63 (4 Wo.)UK | US7 ×2Doppelplatin · (25 Wo.)US | — | Erstveröffentlichung: 27. November 2012 Verkäufe: + 2.252.500  |
| 2013 | Tonight I’m Getting Over You Carly Rae Jepsen                 | — | — | CH74 (1 Wo.)CH | UK33 (6 Wo.)UK | US90 (1 Wo.)US | — | Erstveröffentlichung: 21. Januar 2013                          |
| 2013 | 22 Taylor Swift                                               | — | — | — | UK9 Platin · (24 Wo.)UK | US20 ×3Dreifachplatin · (20 Wo.)US | — | Erstveröffentlichung: 12. März 2013 Verkäufe: + 3.827.500      |
| 2013 | In a World Like This Backstreet Boys                          | DE100 (1 Wo.)DE | — | — | — | — | — | Erstveröffentlichung: 25. Juni 2013                            |
| 2013 | Roar Katy Perry                                               | DE2 ×3Dreifachgold · (36 Wo.)DE | AT1 Platin · (25 Wo.)AT | CH3 (33 Wo.)CH | UK1 ×4Vierfachplatin · (49 Wo.)UK | US1 Diamant · (35 Wo.)US | SE5 ×4Vierfachplatin · (34 Wo.)SE | Erstveröffentlichung: 10. August 2013 Verkäufe: + 15.975.000   |
| 2013 | Unconditionally Katy Perry                                    | DE22 Gold · (18 Wo.)DE | AT16 (12 Wo.)AT | CH27 (14 Wo.)CH | UK25 Gold · (15 Wo.)UK | US14 ×2Doppelplatin · (20 Wo.)US | SE48 Gold · (3 Wo.)SE | Erstveröffentlichung: 16. Oktober 2013 Verkäufe: + 2.755.000   |
| 2013 | Dark Horse Katy Perry feat. Juicy J                           | DE6 ×3Dreifachgold · (50 Wo.)DE | AT2 (34 Wo.)AT | CH4 (42 Wo.)CH | UK4 ×2Doppelplatin · (48 Wo.)UK | US1 Diamant + Platin · (57 Wo.)US | SE2 ×4Vierfachplatin · (32 Wo.)SE | Erstveröffentlichung: 17. Dezember 2013 Verkäufe: + 14.255.000 |
| 2014 | Wild Wild Love Pitbull feat. G.R.L.                           | — | — | — | UK6 Silber · (7 Wo.)UK | US30 (18 Wo.)US | SE36 (12 Wo.)SE | Erstveröffentlichung: 25. Februar 2014 Verkäufe: + 350.000     |
| 2014 | Dare (La La La) Shakira                                       | DE12 Gold · (24 Wo.)DE | AT14 (22 Wo.)AT | CH3 Gold · (24 Wo.)CH | — | US53 Gold · (11 Wo.)US | — | Erstveröffentlichung: 21. März 2014 Verkäufe: + 695.000        |
| 2014 | Birthday Katy Perry                                           | DE69 (10 Wo.)DE | AT51 (6 Wo.)AT | — | UK22 Silber · (14 Wo.)UK | US17 Platin · (18 Wo.)US | — | Erstveröffentlichung: 21. April 2014 Verkäufe: + 1.365.000     |
| 2014 | Problem Ariana Grande feat. Iggy Azalea                       | DE19 Platin · (37 Wo.)DE | AT16 (32 Wo.)AT | CH8 Gold · (31 Wo.)CH | UK1 ×2Doppelplatin · (29 Wo.)UK | US2 ×6Sechsfachplatin · (25 Wo.)US | SE5 ×3Dreifachplatin · (35 Wo.)SE | Erstveröffentlichung: 28. April 2014 Verkäufe: + 9.000.000     |
| 2014 | First Love Jennifer Lopez                                     | — | — | — | UK63 (1 Wo.)UK | US87 (3 Wo.)US | — | Erstveröffentlichung: 1. Mai 2014                              |
| 2014 | Break Free Ariana Grande feat. Zedd                           | DE12 Gold · (35 Wo.)DE | AT5 (29 Wo.)AT | CH15 (28 Wo.)CH | UK16 Platin · (27 Wo.)UK | US4 ×3Dreifachplatin · (22 Wo.)US | SE6 ×4Vierfachplatin · (36 Wo.)SE | Erstveröffentlichung: 3. Juli 2014 Verkäufe: + 4.737.500       |
| 2014 | This Is How We Do Katy Perry                                  | DE34 (13 Wo.)DE | AT14 (13 Wo.)AT | CH36 (12 Wo.)CH | UK33 Silber · (12 Wo.)UK | US24 ×2Doppelplatin · (18 Wo.)US | SE26 Platin · (12 Wo.)SE | Erstveröffentlichung: 28. Juli 2014 Verkäufe: + 2.515.000      |
| 2014 | Bang Bang Jessie J, Ariana Grande & Nicki Minaj               | DE13 Platin · (37 Wo.)DE | AT12 (30 Wo.)AT | CH21 (40 Wo.)CH | UK1 ×3Dreifachplatin · (46 Wo.)UK | US3 ×6Sechsfachplatin · (31 Wo.)US | SE15 ×2Doppelplatin · (39 Wo.)SE | Erstveröffentlichung: 29. Juli 2014 Verkäufe: + 9.080.000      |
| 2014 | Shake It Off Taylor Swift                                     | DE5 Gold · (38 Wo.)DE | AT6 Gold · (31 Wo.)AT | CH7 Platin · (35 Wo.)CH | UK2 ×4Vierfachplatin · (55 Wo.)UK | US1 ×9Neunfachplatin · (50 Wo.)US | SE3 Platin · (7 Wo.)SE | Erstveröffentlichung: 18. August 2014 Verkäufe: + 13.530.000   |
| 2014 | Love Me Harder Ariana Grande feat. The Weeknd                 | DE35 Gold · (21 Wo.)DE | AT29 (11 Wo.)AT | CH40 (21 Wo.)CH | UK48 Platin · (17 Wo.)UK | US7 ×3Dreifachplatin · (22 Wo.)US | SE26 Platin · (24 Wo.)SE | Erstveröffentlichung: 30. September 2014 Verkäufe: + 4.260.000 |
| 2014 | Blank Space Taylor Swift                                      | DE9 Gold · (25 Wo.)DE | AT6 (26 Wo.)AT | CH12 Gold · (24 Wo.)CH | UK4 ×3Dreifachplatin · (29 Wo.)UK | US1 ×8Achtfachplatin · (36 Wo.)US | — | Erstveröffentlichung: 10. November 2014 Verkäufe: + 10.880.000 |
| 2014 | Blank Space I Prevail                                         | — | — | — | — | US90 Platin · (1 Wo.)US | — | Erstveröffentlichung: 1. Dezember 2014 Verkäufe: + 1.000.000   |
| 2015 | Love Me like You Do Ellie Goulding                            | DE1 Diamant · (51 Wo.)DE | AT1 Platin · (31 Wo.)AT | CH1 Platin · (48 Wo.)CH | UK1 ×4Vierfachplatin · (57 Wo.)UK | US3 ×5Fünffachplatin · (34 Wo.)US | SE1 ×9Neunfachplatin · (54 Wo.)SE | Erstveröffentlichung: 7. Januar 2015 Verkäufe: + 12.600.000    |
| 2015 | Nobody Love Tori Kelly                                        | — | — | — | — | US60 Gold · (11 Wo.)US | — | Erstveröffentlichung: 8. Februar 2015 Verkäufe: + 542.500      |
| 2015 | Style Taylor Swift                                            | DE76 (7 Wo.)DE | AT28 (16 Wo.)AT | — | UK21 Platin · (19 Wo.)UK | US6 ×3Dreifachplatin · (32 Wo.)US | — | Erstveröffentlichung: 9. Februar 2015 Verkäufe: + 3.987.500    |
| 2015 | Ghost Town Adam Lambert                                       | DE11 Gold · (33 Wo.)DE | AT10 Gold · (22 Wo.)AT | CH50 (5 Wo.)CH | UK71 (2 Wo.)UK | US64 Gold · (17 Wo.)US | SE25 Platin · (29 Wo.)SE | Erstveröffentlichung: 21. April 2015 Verkäufe: + 1.045.000     |
| 2015 | Bad Blood Taylor Swift feat. Kendrick Lamar                   | DE29 (16 Wo.)DE | AT22 (16 Wo.)AT | CH28 (12 Wo.)CH | UK4 Platin · (16 Wo.)UK | US1 ×5Fünffachplatin · (25 Wo.)US | — | Erstveröffentlichung: 17. Mai 2015 Verkäufe: + 6.057.500       |
| 2015 | Around the World Natalie La Rose feat. Fetty Wap              | — | — | — | UK14 (5 Wo.)UK | — | — | Erstveröffentlichung: 3. Juni 2015                             |
| 2015 | Can’t Feel My Face The Weeknd                                 | DE14 Platin · (41 Wo.)DE | AT14 (35 Wo.)AT | CH8 (39 Wo.)CH | UK3 ×3Dreifachplatin · (54 Wo.)UK | US1 ×7Siebenfachplatin · (41 Wo.)US | SE6 ×6Sechsfachplatin · (45 Wo.)SE | Erstveröffentlichung: 5. Juni 2015 Verkäufe: + 10.580.000      |
| 2015 | Cool for the Summer Demi Lovato                               | — | — | CH64 (5 Wo.)CH | UK7 Platin · (11 Wo.)UK | US11 ×2Doppelplatin · (20 Wo.)US | SE63 Gold · (12 Wo.)SE | Erstveröffentlichung: 1. Juli 2015 Verkäufe: + 2.810.000       |
| 2015 | Wildest Dreams Taylor Swift                                   | — | AT21 (17 Wo.)AT | — | UK40 Platin · (12 Wo.)UK | US5 ×3Dreifachplatin · (27 Wo.)US | — | Erstveröffentlichung: 25. August 2015 Verkäufe: + 3.827.500    |
| 2015 | On My Mind Ellie Goulding                                     | DE9 Gold · (24 Wo.)DE | AT14 (15 Wo.)AT | CH17 (24 Wo.)CH | UK5 Platin · (24 Wo.)UK | US13 ×2Doppelplatin · (22 Wo.)US | SE18 Platin · (22 Wo.)SE | Erstveröffentlichung: 17. September 2015 Verkäufe: + 3.260.000 |
| 2015 | Confident Demi Lovato                                         | — | — | — | UK65 Gold · (4 Wo.)UK | US21 Platin · (20 Wo.)US | SE67 (5 Wo.)SE | Erstveröffentlichung: 18. September 2015 Verkäufe: + 1.480.000 |
| 2015 | Lost and Found Ellie Goulding                                 | — | — | — | UK57 (1 Wo.)UK | — | — | Erstveröffentlichung: 23. Oktober 2015                         |
| 2015 | Focus Ariana Grande                                           | DE18 (13 Wo.)DE | AT9 (9 Wo.)AT | CH16 (13 Wo.)CH | UK10 Gold · (14 Wo.)UK | US7 Platin · (13 Wo.)US | SE14 Platin · (14 Wo.)SE | Erstveröffentlichung: 30. Oktober 2015 Verkäufe: + 1.640.000   |
| 2015 | In the Night The Weeknd                                       | DE72 (9 Wo.)DE | — | CH67 (5 Wo.)CH | UK48 Gold · (11 Wo.)UK | US12 ×2Doppelplatin · (20 Wo.)US | SE40 Platin · (13 Wo.)SE | Erstveröffentlichung: 2. November 2015 Verkäufe: + 2.682.500   |
| 2016 | Army Ellie Goulding                                           | — | — | — | UK20 Gold · (18 Wo.)UK | — | — | Erstveröffentlichung: 9. Januar 2016 Verkäufe: + 400.000       |
| 2016 | Hands to Myself Selena Gomez                                  | DE52 (15 Wo.)DE | AT37 (12 Wo.)AT | CH40 (16 Wo.)CH | UK14 Platin · (26 Wo.)UK | US7 ×2Doppelplatin · (20 Wo.)US | SE20 ×2Doppelplatin · (18 Wo.)SE | Erstveröffentlichung: 26. Januar 2016 Verkäufe: + 3.035.000    |
| 2016 | New Romantics Taylor Swift                                    | — | — | — | UK— SilberUK | US46 Gold · (8 Wo.)US | — | Erstveröffentlichung: 23. Februar 2016 Verkäufe: + 735.000     |
| 2016 | Dangerous Woman Ariana Grande                                 | DE30 Gold · (14 Wo.)DE | AT21 (12 Wo.)AT | CH23 (14 Wo.)CH | UK17 Platin · (23 Wo.)UK | US8 ×3Dreifachplatin · (21 Wo.)US | SE30 Platin · (13 Wo.)SE | Erstveröffentlichung: 11. März 2016 Verkäufe: + 4.460.000      |
| 2016 | Just Like Fire Pink                                           | DE21 (18 Wo.)DE | AT16 (17 Wo.)AT | CH33 (15 Wo.)CH | UK19 Platin · (21 Wo.)UK | US10 Platin · (26 Wo.)US | SE85 (3 Wo.)SE | Erstveröffentlichung: 15. April 2016 Verkäufe: + 1.992.500     |
| 2016 | Can’t Stop the Feeling! Justin Timberlake                     | DE1 Diamant · (42 Wo.)DE | AT2 Platin · (40 Wo.)AT | CH1 ×2Doppelplatin · (62 Wo.)CH | UK2 ×3Dreifachplatin · (71 Wo.)UK | US1 ×4Vierfachplatin · (52 Wo.)US | SE1 ×8Achtfachplatin · (67 Wo.)SE | Erstveröffentlichung: 6. Mai 2016 Verkäufe: + 11.013.333       |
| 2016 | Into You Ariana Grande                                        | DE40 Gold · (21 Wo.)DE | AT46 (16 Wo.)AT | CH34 (22 Wo.)CH | UK14 ×2Doppelplatin · (33 Wo.)UK | US13 ×3Dreifachplatin · (24 Wo.)US | SE31 ×2Doppelplatin · (24 Wo.)SE | Erstveröffentlichung: 6. Mai 2016 Verkäufe: + 5.377.500        |
| 2016 | Send My Love (To Your New Lover) Adele                        | DE31 (18 Wo.)DE | AT14 (21 Wo.)AT | CH18 (21 Wo.)CH | UK5 ×2Doppelplatin · (23 Wo.)UK | US8 Platin · (27 Wo.)US | SE28 (19 Wo.)SE | Erstveröffentlichung: 16. Mai 2016 Verkäufe: + 2.980.000       |
| 2016 | Rise Katy Perry                                               | DE39 (9 Wo.)DE | AT23 (12 Wo.)AT | CH15 (11 Wo.)CH | UK25 (6 Wo.)UK | US11 Platin · (9 Wo.)US | — | Erstveröffentlichung: 14. Juli 2016 Verkäufe: + 1.060.000      |
| 2016 | Side to Side Ariana Grande feat. Nicki Minaj                  | DE24 Platin · (24 Wo.)DE | AT22 (20 Wo.)AT | CH21 (25 Wo.)CH | UK4 ×2Doppelplatin · (32 Wo.)UK | US4 ×4Vierfachplatin · (28 Wo.)US | SE13 Platin · (25 Wo.)SE | Erstveröffentlichung: 30. August 2016 Verkäufe: + 6.975.000    |
| 2017 | Chained to the Rhythm Katy Perry                              | DE6 Gold · (18 Wo.)DE | AT7 (16 Wo.)AT | CH6 (24 Wo.)CH | UK5 Platin · (21 Wo.)UK | US4 ×2Doppelplatin · (15 Wo.)US | SE9 (19 Wo.)SE | Erstveröffentlichung: 10. Februar 2017 Verkäufe: + 3.565.000   |
| 2017 | Lust for Life Lana Del Rey feat. The Weeknd                   | DE65 (1 Wo.)DE | AT51 (1 Wo.)AT | CH48 (3 Wo.)CH | UK38 Silber · (4 Wo.)UK | US64 (1 Wo.)US | SE29 (3 Wo.)SE | Erstveröffentlichung: 19. April 2017 Verkäufe: + 200.000       |
| 2017 | Bon Appétit Katy Perry                                        | DE47 (10 Wo.)DE | AT64 (8 Wo.)AT | CH36 (11 Wo.)CH | UK37 Silber · (9 Wo.)UK | US59 Gold · (6 Wo.)US | SE54 (3 Wo.)SE | Erstveröffentlichung: 28. April 2017 Verkäufe: + 960.000       |
| 2017 | Rockin’ The Weeknd                                            | DE60 (1 Wo.)DE | — | — | UK26 Silber · (3 Wo.)UK | US44 (2 Wo.)US | SE12 (3 Wo.)SE | Erstveröffentlichung: 9. Mai 2017 Verkäufe: + 225.000          |
| 2017 | …Ready for It? Taylor Swift                                   | DE47 (5 Wo.)DE | AT26 (6 Wo.)AT | CH41 (5 Wo.)CH | UK7 Platin · (16 Wo.)UK | US4 ×2Doppelplatin · (20 Wo.)US | SE32 Gold · (5 Wo.)SE | Erstveröffentlichung: 28. Oktober 2017 Verkäufe: + 2.930.000   |
| 2017 | End Game Taylor Swift feat. Ed Sheeran & Future               | — | — | — | UK49 Silber · (7 Wo.)UK | US18 Platin · (14 Wo.)US | — | Erstveröffentlichung: 14. November 2017 Verkäufe: + 1.370.000  |
| 2017 | Naked James Arthur                                            | DE23 (19 Wo.)DE | AT26 (15 Wo.)AT | CH8 Platin · (22 Wo.)CH | UK11 Platin · (14 Wo.)UK | US— GoldUS | SE36 Gold · (13 Wo.)SE | Erstveröffentlichung: 24. November 2017 Verkäufe: + 1.280.000  |
| 2017 | No More PrettyMuch feat. French Montana                       | — | — | — | UK77 (1 Wo.)UK | — | — | Erstveröffentlichung: 1. Dezember 2017                         |
| 2018 | Gorgeous Taylor Swift                                         | DE45 (1 Wo.)DE | AT32 (1 Wo.)AT | CH46 (1 Wo.)CH | UK15 Gold · (14 Wo.)UK | US13 Gold · (4 Wo.)US | SE41 (2 Wo.)SE | Erstveröffentlichung: 12. Januar 2018 Verkäufe: + 970.000      |
| 2018 | Whatever You Want Pink                                        | — | — | CH79 (1 Wo.)CH | — | — | — | Erstveröffentlichung: 2. März 2018                             |
| 2018 | Delicate Taylor Swift                                         | — | AT70 (2 Wo.)AT | CH88 (3 Wo.)CH | UK45 Platin · (15 Wo.)UK | US12 Platin · (35 Wo.)US | SE98 (1 Wo.)SE | Erstveröffentlichung: 12. März 2018 Verkäufe: + 1.710.000      |
| 2018 | 2002 Anne-Marie                                               | DE18 Gold · (22 Wo.)DE | AT9 Gold · (28 Wo.)AT | CH18 Platin · (29 Wo.)CH | UK3 ×3Dreifachplatin · (46 Wo.)UK | US— PlatinUS | SE30 (30 Wo.)SE | Erstveröffentlichung: 20. April 2018 Verkäufe: + 3.600.000     |
| 2018 | No Tears Left to Cry Ariana Grande                            | DE2 Gold · (23 Wo.)DE | AT2 Gold · (19 Wo.)AT | CH2 (24 Wo.)CH | UK2 ×3Dreifachplatin · (29 Wo.)UK | US3 ×3Dreifachplatin · (27 Wo.)US | SE10 Platin · (23 Wo.)SE | Erstveröffentlichung: 20. April 2018 Verkäufe: + 6.125.000     |
| 2018 | God Is a Woman Ariana Grande                                  | DE20 (11 Wo.)DE | AT11 (9 Wo.)AT | CH9 (11 Wo.)CH | UK4 Platin · (15 Wo.)UK | US11 ×2Doppelplatin · (22 Wo.)US | SE12 (11 Wo.)SE | Erstveröffentlichung: 13. Juli 2018 Verkäufe: + 3.415.000      |
| 2019 | Break Up with Your Girlfriend, I’m Bored Ariana Grande        | DE8 (10 Wo.)DE | AT6 (8 Wo.)AT | CH5 (11 Wo.)CH | UK1 Platin · (16 Wo.)UK | US2 (20 Wo.)US | SE6 (9 Wo.)SE | Erstveröffentlichung: 8. Februar 2019 Verkäufe: + 1.005.000    |
| 2019 | I Don’t Care Ed Sheeran & Justin Bieber                       | DE2 Platin · (41 Wo.)DE | AT1 Platin · (42 Wo.)AT | CH1 Platin · (52 Wo.)CH | UK1 ×4Vierfachplatin · (51 Wo.)UK | US2 ×2Doppelplatin · (39 Wo.)US | SE1 ×3Dreifachplatin · (53 Wo.)SE | Erstveröffentlichung: 10. Mai 2019 Verkäufe: + 10.300.000      |
| 2019 | Beautiful People Ed Sheeran feat. Khalid                      | DE5 Gold · (31 Wo.)DE | AT7 Platin · (28 Wo.)AT | CH7 (42 Wo.)CH | UK1 ×3Dreifachplatin · (45 Wo.)UK | US17 (26 Wo.)US | SE3 (36 Wo.)SE | Erstveröffentlichung: 28. Juni 2019 Verkäufe: + 2.730.000      |
| 2019 | Take Me Back to London Ed Sheeran feat. Stormzy               | DE68 (1 Wo.)DE | — | — | UK1 ×2Doppelplatin · (22 Wo.)UK | — | SE44 (1 Wo.)SE | Erstveröffentlichung: 12. Juli 2019 Verkäufe: + 1.200.000      |
| 2019 | How Do You Sleep? Sam Smith                                   | DE43 (17 Wo.)DE | AT40 (13 Wo.)AT | CH26 (24 Wo.)CH | UK7 Platin · (18 Wo.)UK | US24 Gold · (20 Wo.)US | SE20 (18 Wo.)SE | Erstveröffentlichung: 19. Juli 2019 Verkäufe: + 1.440.000      |
| 2019 | Motivation Normani                                            | — | — | — | UK27 Silber · (11 Wo.)UK | US33 (10 Wo.)US | — | Erstveröffentlichung: 16. August 2019 Verkäufe: + 285.000      |
| 2019 | Don’t Call Me Angel Ariana Grande, Miley Cyrus & Lana Del Rey | DE11 (5 Wo.)DE | AT12 (4 Wo.)AT | CH4 (6 Wo.)CH | UK2 Silber · (9 Wo.)UK | US13 (7 Wo.)US | SE25 (4 Wo.)SE | Erstveröffentlichung: 13. September 2019 Verkäufe: + 315.000   |
| 2019 | Blinding Lights The Weeknd                                    | DE1 ×3Dreifachplatin · (142 Wo.)DE | AT1 (122 Wo.)AT | CH1 (196 Wo.)CH | UK1 ×6Sechsfachplatin · (147 Wo.)UK | US1 Platin · (90 Wo.)US | SE1 (125 Wo.)SE | Erstveröffentlichung: 29. November 2019 Verkäufe: + 6.803.333  |
| 2020 | The Other Side SZA & Justin Timberlake                        | DE88 (1 Wo.)DE | — | CH47 (1 Wo.)CH | UK44 Silber · (11 Wo.)UK | US61 (7 Wo.)US | — | Erstveröffentlichung: 26. Februar 2020 Verkäufe: + 200.000     |
| 2020 | Stupid Love Lady Gaga                                         | DE21 (6 Wo.)DE | AT17 (7 Wo.)AT | CH6 (9 Wo.)CH | UK5 Gold · (16 Wo.)UK | US5 (9 Wo.)US | SE24 (3 Wo.)SE | Erstveröffentlichung: 28. Februar 2020 Verkäufe: + 440.000     |
| 2020 | In Your Eyes The Weeknd                                       | DE68 (3 Wo.)DE | AT23 (4 Wo.)AT | CH12 (37 Wo.)CH | UK17 Platin · (14 Wo.)UK | US16 (15 Wo.)US | SE7 (44 Wo.)SE | Erstveröffentlichung: 24. März 2020 Verkäufe: + 600.000        |
| 2021 | Higher Power Coldplay                                         | DE36 (26 Wo.)DE | AT51 (16 Wo.)AT | CH18 (25 Wo.)CH | UK12 Gold · (21 Wo.)UK | US53 (2 Wo.)US | SE28 (7 Wo.)SE | Erstveröffentlichung: 7. Mai 2021 Verkäufe: + 400.000          |
| 2021 | Save Your Tears The Weeknd; Remix feat. Ariana Grande         | DE5 (104 Wo.)DE | AT4 (94 Wo.)AT | CH3 (… Wo.)CH | UK2 ×3Dreifachplatin · (110 Wo.)UK | US1 (69 Wo.)US | SE3 (116 Wo.)SE | Erstveröffentlichung: 9. August 2020 Verkäufe: + 1.800.000     |
| 2024 | Feels Like I’m Falling in Love Coldplay                       | DE80 (1 Wo.)DE | AT60 (… Wo.)AT | CH26 (… Wo.)CH | UK16 (… Wo.)UK | US81 (… Wo.)US | SE73 (1 Wo.)SE | Erstveröffentlichung: 21. Juni 2024                            |
| Folgende Lieder erschienen nicht als Single, wurden aber durch das Album zum Download und Streaming bereitgestellt und konnten somit eine Platzierung erlangen: |                                                               | | | | | | |                                                                |
| |                                                               | | | | | | |                                                                |
| 2010 | Crazy Beautiful Life Kesha                                    | — | — | — | — | US93 (1 Wo.)US | — | Charteinstieg: 11. Dezember 2010                               |
| 2013 | Beauty and a Beat (Acoustic) Justin Bieber                    | — | — | — | — | — | SE48 (2 Wo.)SE | Charteinstieg: 8. Februar 2013                                 |
| 2013 | Walking on Air Katy Perry                                     | — | AT35 (3 Wo.)AT | — | UK80 (1 Wo.)UK | US34 (1 Wo.)US | — | Charteinstieg: 11. Oktober 2013                                |
| 2015 | Shameless The Weeknd                                          | — | — | — | — | US79 (2 Wo.)US | — | Charteinstieg: 19. September 2015                              |
| 2016 | A Lonely Night The Weeknd                                     | — | — | — | UK53 (1 Wo.)UK | US69 (1 Wo.)US | SE67 (1 Wo.)SE | Charteinstieg: 8. Dezember 2016                                |
| 2016 | Love to Lay The Weeknd                                        | — | — | — | UK68 (1 Wo.)UK | US71 (1 Wo.)US | SE85 (1 Wo.)SE | Charteinstieg: 8. Dezember 2016                                |
| 2016 | Ordinary Life The Weeknd                                      | — | — | — | UK79 (1 Wo.)UK | US72 (2 Wo.)US | — | Charteinstieg: 17. Dezember 2016                               |
| 2017 | Revenge Pink feat. Eminem                                     | DE84 (1 Wo.)DE | AT52 (1 Wo.)AT | CH40 (1 Wo.)CH | UK33 (6 Wo.)UK | — | SE79 (1 Wo.)SE | Charteinstieg: 20. Oktober 2017                                |
| 2018 | Everytime Ariana Grande                                       | — | — | — | — | US62 (1 Wo.)US | — | Charteinstieg: 1. September 2018                               |
| 2019 | Bloodline Ariana Grande                                       | DE42 (1 Wo.)DE | — | — | — | US22 (3 Wo.)US | SE24 (2 Wo.)SE | Charteinstieg: 15. Februar 2019                                |
| 2019 | Bad Idea Ariana Grande                                        | DE52 (1 Wo.)DE | — | — | — | US27 (3 Wo.)US | SE41 (1 Wo.)SE | Charteinstieg: 15. Februar 2019                                |
| 2019 | Ghostin Ariana Grande                                         | — | — | — | — | US25 (2 Wo.)US | SE68 (1 Wo.)SE | Charteinstieg: 15. Februar 2019                                |
| 2019 | Remember the Name Ed Sheeran feat. Eminem & 50 Cent           | DE29 (2 Wo.)DE | — | — | UK— GoldUK | US57 (1 Wo.)US | SE20 (3 Wo.)SE | Charteinstieg: 19. Juli 2019 Verkäufe: + 440.000               |
| 2020 | Scared to Live The Weeknd                                     | — | — | — | — | US24 (1 Wo.)US | — | Charteinstieg: 4. April 2020                                   |
| 2020 | Hardest to Love The Weeknd                                    | — | — | — | — | US25 (1 Wo.)US | — | Charteinstieg: 4. April 2020                                   |

### Weitere Autorenbeteiligungen und Produktionen (Auswahl)
- 1998: Superhero (Gary Barlow)
- 1998: My Lover (Ultimate Kaos)
- 2002: Only a Woman Like You (Michael Bolton)
- 2005: Everything I’m Not (The Veronicas, Verkäufe: + 35.000)
- 2005: Here I Am (Marion Raven)
- 2006: I Don’t Think So (Kelis)
- 2006: Since U Been Gone (The Real Booty Babes)
- 2009: Generation (Simple Plan)
- 2010: Dinosaur (Kesha, Verkäufe: + 500.000)
- 2014: Fire (Gavin DeGraw)
- 2014: All You Had to Do Was Stay (Taylor Swift, Verkäufe: + 700.000)
- 2014: How You Get the Girl (Taylor Swift, Verkäufe: + 500.000)
- 2015: Back Together (Robin Thicke feat. Nicki Minaj, Verkäufe: + 25.000)

## Statistik

### Chartauswertung
Autorenbeteiligungen und Produktionen
|                       | DE      | AT      | CH      | UK      | US      | SE      |
| --------------------- | ------- | ------- | ------- | ------- | ------- | ------- |
| Nummer-eins-Singles   | DE11DE  | AT14AT  | CH15CH  | UK21UK  | US23US  | SE15SE  |
| Top-10-Singles        | DE49DE  | AT54AT  | CH56CH  | UK87UK  | US72US  | SE67SE  |
| Singles in den Charts | DE153DE | AT132AT | CH130CH | UK160UK | US149US | SE155SE |

### Auszeichnungen für Musikverkäufe
| Land/RegionAuszeichnungen für Musikverkäufe (Land/Region, Auszeichnungen, Verkäufe, Quellen) | Silber       | Gold         | Platin           | Diamant       | Verkäufe    | Quellen                           |
| -------------------------------------------------------------------------------------------- | ------------ | ------------ | ---------------- | ------------- | ----------- | --------------------------------- |
| Australien (ARIA)                                                                            | —            | 18× Gold18   | 265× Platin265   | —             | 19.180.000  | aria.com.au                       |
| Belgien (BRMA)                                                                               | —            | 25× Gold25   | 20× Platin20     | —             | 1.245.000   | ultratop.be                       |
| Brasilien (PMB)                                                                              | —            | 2× Gold2     | 8× Platin8       | 4× Diamant4   | 1.240.000   | pro-musicabr.org.br               |
| Dänemark (IFPI)                                                                              | —            | 37× Gold37   | 44× Platin44     | —             | 2.202.500   | ifpi.dk                           |
| Deutschland (BVMI)                                                                           | —            | 41× Gold41   | 22× Platin22     | 2× Diamant2   | 18.600.000  | musikindustrie.de                 |
| Finnland (IFPI)                                                                              | —            | Gold1        | 2× Platin2       | —             | 67.058      | ifpi.fi                           |
| Frankreich (SNEP)                                                                            | —            | 18× Gold18   | 5× Platin5       | 2× Diamant2   | 4.991.666   | infodisc.fr snepmusique.com       |
| Italien (FIMI)                                                                               | —            | 27× Gold27   | 53× Platin53     | —             | 2.885.000   | fimi.it                           |
| Japan (RIAJ)                                                                                 | —            | 12× Gold12   | 7× Platin7       | Diamant1      | 3.900.000   | riaj.or.jp                        |
| Kanada (MC)                                                                                  | —            | 10× Gold10   | 186× Platin186   | Diamant1      | 15.680.000  | musiccanada.com                   |
| Mexiko (AMPROFON)                                                                            | —            | 21× Gold21   | 18× Platin18     | Diamant1      | 2.010.000   | amprofon.com.mx                   |
| Neuseeland (RMNZ)                                                                            | —            | 28× Gold28   | 60× Platin60     | —             | 1.267.500   | aotearoamusiccharts.co.nz         |
| Niederlande (NVPI)                                                                           | —            | 5× Gold5     | 11× Platin11     | —             | 595.000     | nvpi.nl                           |
| Norwegen (IFPI)                                                                              | —            | 5× Gold5     | 32× Platin32     | —             | 400.000     | ifpi.no NO2                       |
| Österreich (IFPI)                                                                            | —            | 17× Gold17   | 11× Platin11     | —             | 685.000     | ifpi.at                           |
| Polen (ZPAV)                                                                                 | —            | 4× Gold4     | 30× Platin30     | 3× Diamant3   | 940.000     | olis.pl                           |
| Portugal (AFP)                                                                               | —            | —            | 2× Platin2       | —             | 20.000      | Einzelnachweise                   |
| Schweden (IFPI)                                                                              | —            | 21× Gold21   | 82× Platin82     | —             | 3.480.000   | sverigetopplistan.se              |
| Schweiz (IFPI)                                                                               | —            | 14× Gold14   | 15× Platin15     | —             | 700.000     | hitparade.ch                      |
| Spanien (Promusicae)                                                                         | —            | 4× Gold4     | 19× Platin19     | —             | 780.000     | promusicae.es elportaldemusica.es |
| Südafrika (RISA)                                                                             | —            | Gold1        | —                | —             | 10.000      | Einzelnachweise                   |
| Vereinigte Staaten (RIAA)                                                                    | —            | 24× Gold24   | 222× Platin222   | 2× Diamant2   | 254.000.000 | riaa.com                          |
| Vereinigtes Königreich (BPI)                                                                 | 37× Silber37 | 16× Gold16   | 118× Platin118   | —             | 84.400.000  | bpi.co.uk                         |
| Insgesamt                                                                                    | 37× Silber37 | 351× Gold351 | 1232× Platin1232 | 16× Diamant16 |             |                                   |